# Stranger Eyes
Pour plus de détails, voir Fiche technique et Distribution.
Stranger Eyes est un film singapouro-taïwanais réalisé par Yeo Siew-hua, sorti en 2024.
Il est présenté en compétition à la Mostra de Venise 2024.

## Fiche technique
Sauf indication contraire, les informations mentionnées dans cette section peuvent être confirmées par la base de données cinématographiques IMDb,  présente dans la section « Liens externes ».
- Titre français : Stranger Eyes
- Réalisation et scénario : Yeo Siew-hua
- Costumes : Meredith Lee
- Photographie : Hideho Urata
- Montage : Jean-Christophe Bouzy
- Musique : Thomas Foguenne
- Pays d'origine : Singapour - Taïwan
- Format : Couleurs
- Genre : thriller
- Durée : 125 minutes
- Dates de sortie :
  - Italie : 5 septembre 2024 (Mostra de Venise 2024)
  - France : 25 juin 2025[1]

## Distribution
- Lee Kang-sheng : Lao Wu
- Wu Chien-ho : Junyang
- Anicca Panna : Peiying
- Vera Chen : Shuping
- Xenia Tan : Ling Po
- Pete Teo : officier Zheng
- Maryanne Ng-Yew : Mother Wu
- Mila Troncoso : Ana

## Sortie

### Accueil critique
En France, le site Allociné donne une moyenne de 3,6⁄5, d'après l'interprétation de 9 critiques de presse.

## Distinction

### Sélection
- Mostra de Venise 2024 : sélection en compétition[3]